# Labostigmina atrifacies
Labostigmina atrifacies is een vliegensoort uit de familie van de Stratiomyidae. De wetenschappelijke naam van de soort is voor het eerst geldig gepubliceerd in 1970 door James.